# 달빛나래어린이도서관
달빛나래어린이도서관은 [[경기도] 화성시의 공립 어린이 도서관이다.

## 연혁
- 2023년 10월 정식 개관.